# KC 85

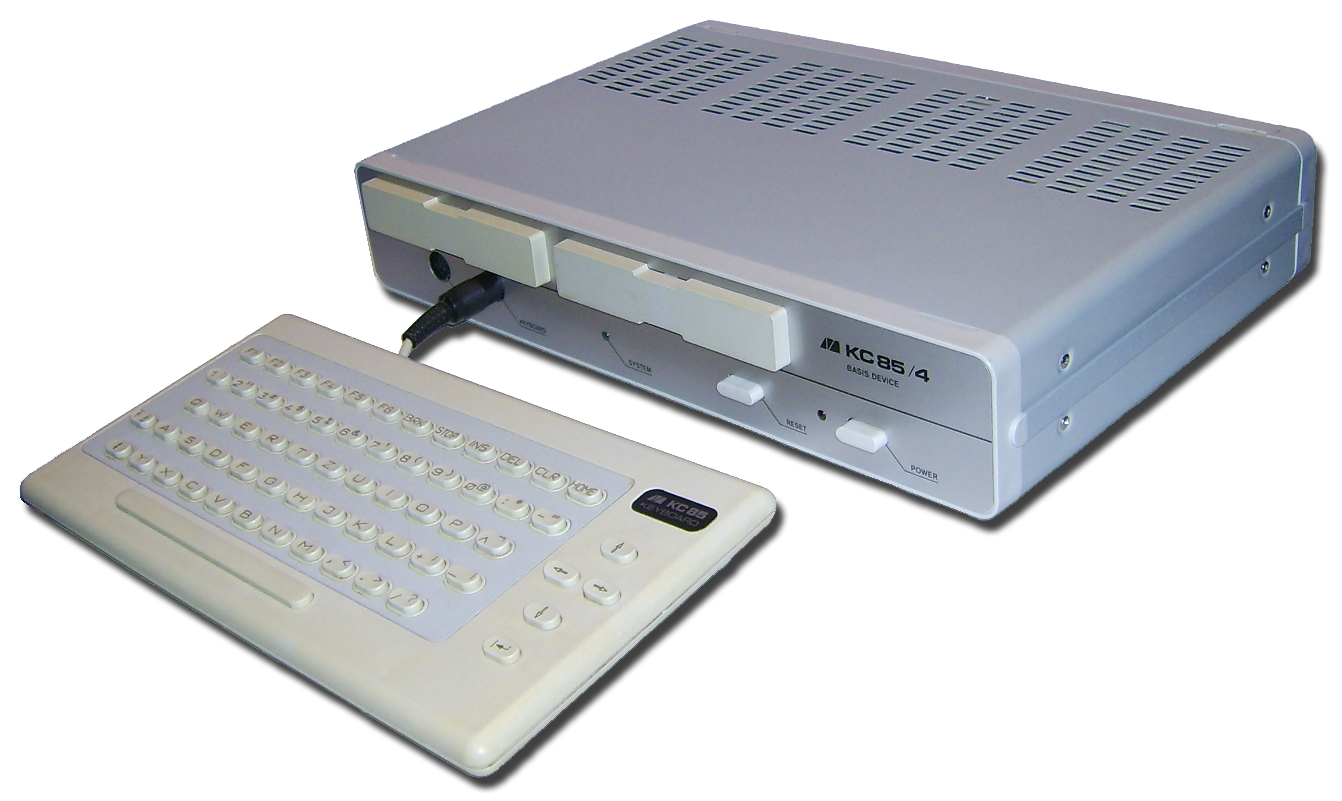
Il KC 85/4

Con la sigla KC 85 ('KC' sta per "KleinComputer", o "piccolo computer") venivano indicati una serie di computer prodotti a partire dal 1984 nella Germania dell'Est inizialmente dal costruttore Robotron (il KC 85/1) e successivamente dalla VEB Mikroelektronik Wilhelm Pieck di Mühlhausen/Thüringen (il KC 85/2, il KC 85/3 ed il KC 85/4).
A causa delle elevate richieste da parte di istituzioni militari, educativi ed industriali, il KC 85, virtualmente in vendita, non era in pratica disponibile per l'acquisto da parte dei piccoli clienti.

## Specifiche tecniche

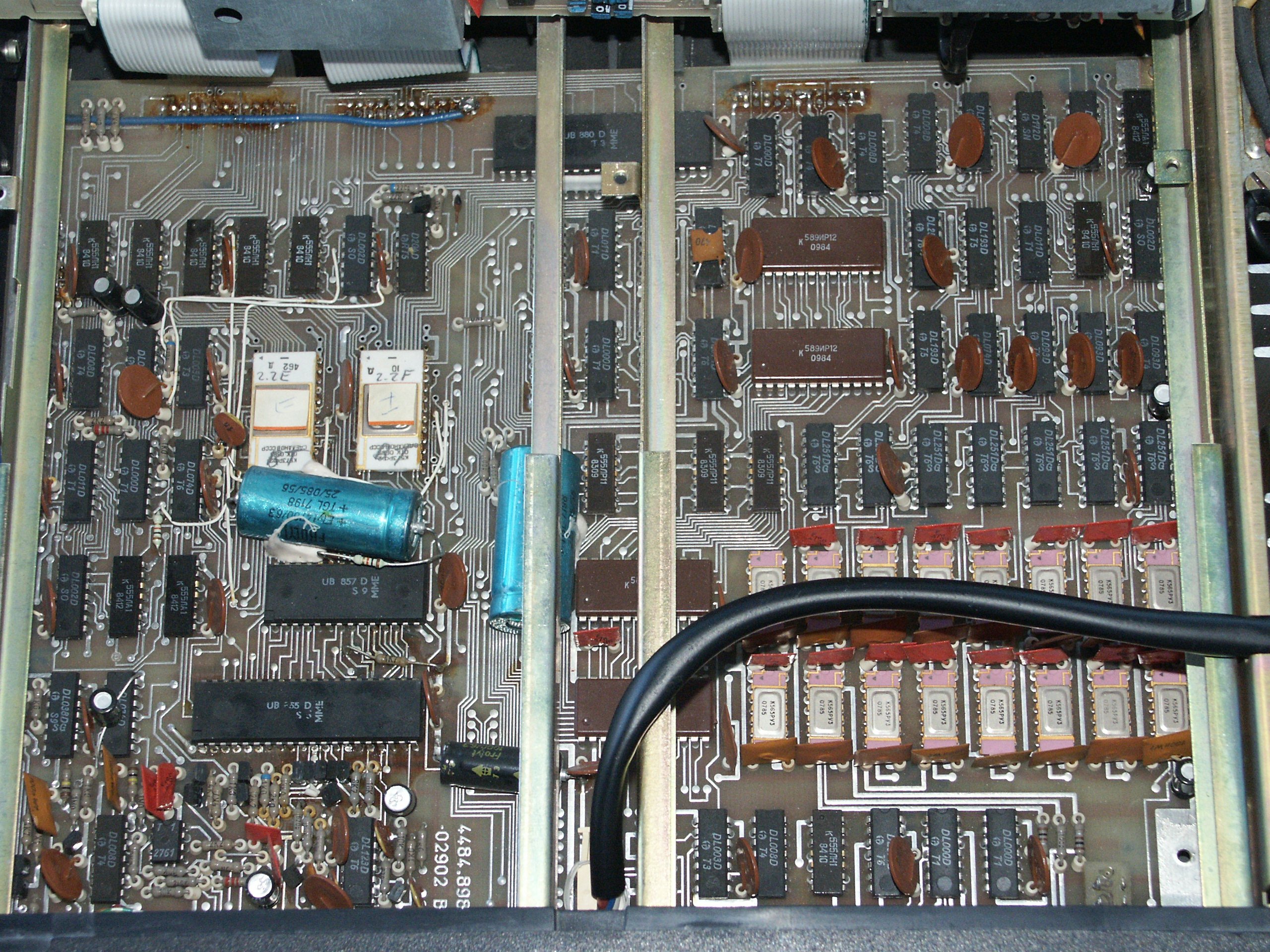
Vista della scheda madre del KC 85/2. La CPU U880 si intravede in alto sotto le due staffe metalliche centrali.

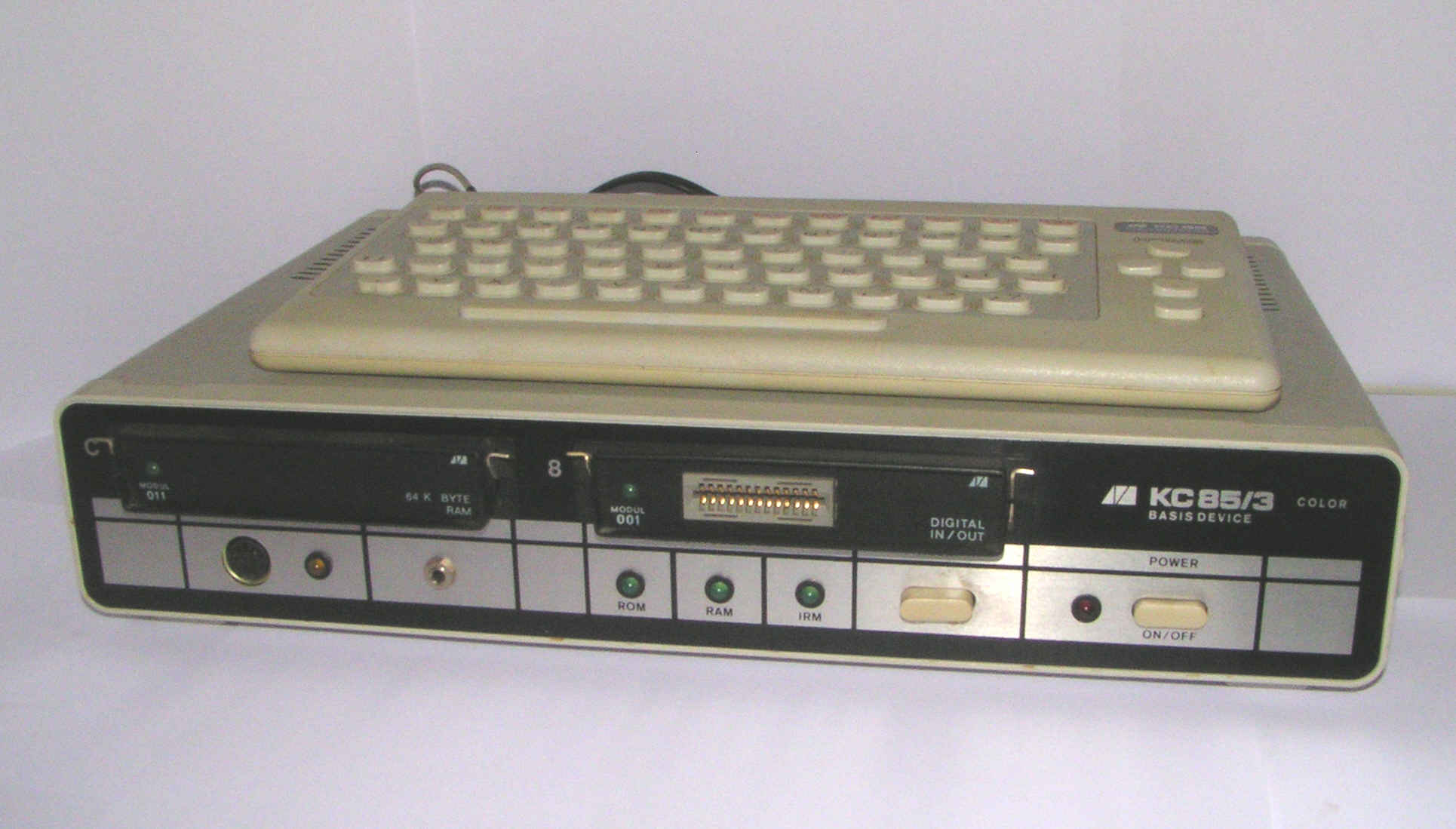
KC 85/3

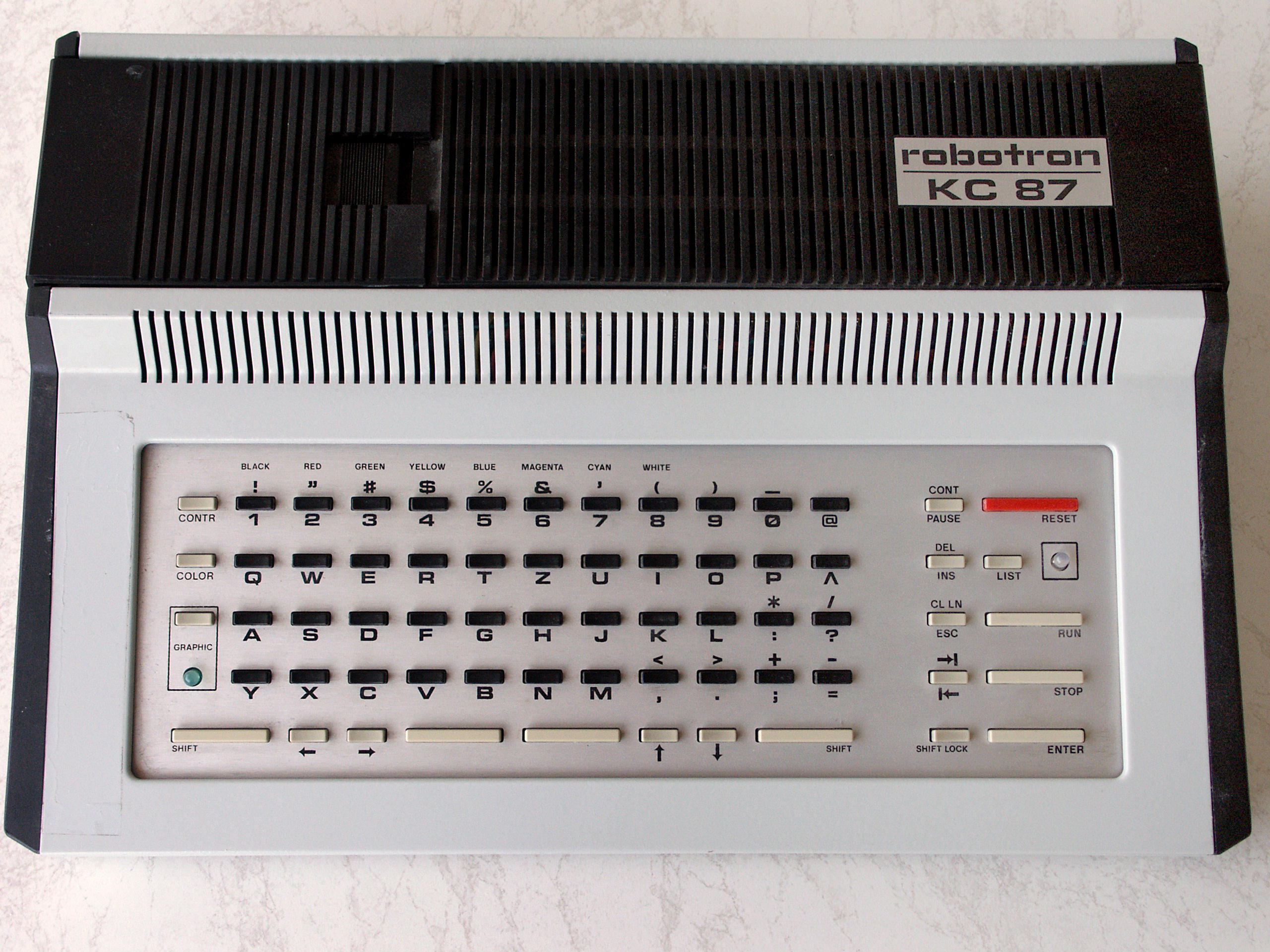
Robotron KC 87

I computer della serie KC 85 erano basati sulla CPU U880, un clone dello Zilog Z80 realizzato nella ex Germania dell'Est, con velocità di 1,75 e 2 MHz.
Esistevano 2 serie principali di modelli KC 85: la prima andava dal KC 85/2 (nome del progetto HC 900) al KC 85/4, la seconda comprendeva il Robotron KC 85/1 (nome del progetto Z 9001). Quest'ultimo inizialmente condivideva con il primo solo il nome e la CPU: solo in un secondo tempo sia il BASIC che il formato dei dati salvati su cassetta furono resi compatibili.
Nel 1989 VEB Mikroelektronik Mühlhausen presentò il KC compact che, nonostante il nome, non apparteneva alla famiglia KC dato che era essenzialmente un clone dell'Amstrad CPC. Infine, a causa del crollo della Germania dell'Est, quest'unità fu prodotta in pochi esemplari.
A differenza dei computer Pravetz serie 8, costruiti in Bulgaria, che erano equipaggiati con componenti (display, unità dischi e tastiera) di buona od ottima fattura, l'intera serie KC utilizzava come monitor un comune televisore (tramite cavo coassiale, FBAS o RGB) ed un normale registratore a cassette come memoria di massa. La tastiera era di bassa qualità: il KC 85/1 utilizzava una tastiera con piccoli tasti di plastica rigida in stile calcolatrice mentre i KC 85/2-4 avevano una tastiera separata.
Il KC 85/2 fu il primo computer fabbricato a Mühlhausen ed aveva in ROM solo i caratteri maiuscoli, senza un linguaggio BASIC. Quest'ultimo fu integrato nel seguente KC 85/3, che liberava l'utente dalla necessità di caricare l'interprete BASIC ogni volta. Entrambi i sistemi avevano 16 KB di RAM, espandibili tramite moduli aggiuntivi (le porte di espansione sono ben visibili nelle foto, occupando la metà superiore del cabinet).
Il KC 85/4 aveva 64 kB di RAM (senza contare i 40 kB di memoria video, un lusso per quei tempi) e capacità grafiche superiori.
Tutti i computer della serie KC prodotti a Mühlhausen erano capaci di una risoluzione grafica di 320×256 pixel ma i colori gestibili a video erano pochi: ogni porzione di schermo di 4×8 pixel poteva avere 1 solo colore principale (da una tavolozza di 16) oltre al colore di sfondo (selezionabile fra 8 tonalità più scure rispetto a quelle dei colori principali). Questa limitazione fu leggermente ridotta con il KC 85/4, la cui cella aveva dimensioni di 1×8 pixel, una modalità di indirizzamento della RAM video ed una speciale modalità con 4 colori che permetteva di colorare ogni pixel in maniera differente. Fino al KC compact nessun computer della serie KC aveva una tavolozza di colori. Inoltre non c'era una "modalità testo": ogni cosa che compariva sullo schermo doveva essere disegnata. Questo, unito allo scomodo schema della RAM video ed al codice in ROM non ottimizzato, rendeva lo scorrimento e la stampa sullo schermo dei KC 85/2-3 molto lento. Tale problema fu risolto quasi del tutto nel KC 85/4.
Non esisteva il blitter per cui il sottosistema video era gestito manualmente (il KC compact utilizzava il 6845 come faceva l'Amstrad CPC). Veniva fatto uso del bank switching dato che la memoria massima indirizzabile era di 64 kB: quando girava il BASIC, la memoria video RAM (all'indirizzo 0x8000) era attivata solo durante le operazioni a video per cui la memoria massima per il BASIC era di 47 kB invece che di 32 kB. Anche i moduli di espansione utilizzavano il bank switching per cui in teoria si potevano aggiungere anche MB di RAM senza problemi (inoltre alcuni moduli potevano essere utilizzanti per aggiungere altri dispositivi di espansione, ottenendo una specie di torre) anche se né il BASIC né la maggior parte delle applicazioni era strutturata per usare tali quantitativi di memoria libera.
Il Robotron KC 87 era una versione migliorata del KC 85/1 con anche il BASIC in ROM. Esisteva una variante a colori (l'85/1 era solo monocromatico) ma nessun tipo di grafica reale, eccettuati i caratteri pseudo-grafici presenti in ROM.
I diagrammi dei sistemi era liberamente disponibili per cui si diffusero molti componenti hardware (spesso anche amatoriali); diverse riviste pubblicavano programmi e diagrammi hardware con le istruzioni per costruire da soli questi ultimi.

## Linguaggi di programmazione

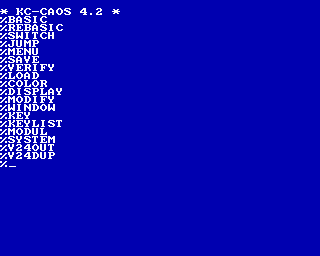
Il sistema operativo CAOS su KC 85/4 (1988)

Il KC 85 poteva essere programmato in assembly e BASIC (nel KC 85/2 doveva prima essere caricato l'interprete BASIC da nastro) ma era possibile usare altri linguaggi quali il Forth ed il Pascal, disponibili sia su moduli (venduti da VEB Mikroelektronik Mühlhausen) sia su nastro. Il sistema operativo era il CAOS ("Cassette Aided Operating System"): era una semplice interfaccia a riga di comando dove si potevano eseguire diversi "servizi di sistema" come LOAD, per caricare un programma, JUMP, per eseguire il codice contenuto nella ROM di un modulo, MODIFY, per variare il contenuto delle celle di memoria, o BASIC, per eseguire l'interprete BASIC (se questo era presente in ROM oppure se era stato caricato da nastro). Si potevano poi aggiungere al menu dei nuovi comandi tramite numeri magici (standard: 7F 7F 'nome_comando' 01) ovunque nello spazio della memoria.
Poco prima del crollo della Germania dell'Est fu prodotto un modulo per collegare (in stile "torre") delle unità floppy da 5¼": essa integrava una CPU U880A (clone dello Z80A) a 4 MHz e poteva gestire fino a 4 unità. Il modulo leggeva ed eseguiva una versione del CP/M denominato MicroDOS (bisognava eseguire il JUMP dal sistema base al sistema floppy e poi eseguire il boot da un disco, un altro CAOS oppure il MicroDOS). C'era anche un'estensione per il CAOS per gestire i floppy.

## Progetti hobbistici
Ci furono diversi progetti hobbistici per il KC 85:
- una nuova tastiera
- RAM disk
- interfacce (V.24 ed altre)
- sistemi testuali; WordPro presentava 80 caratteri per linea (font a 4×8 pixel)
- connessione di macchine da scrivere elettroniche (come l'"Erika S 3004", sempre della Germania dell'Est) come tastiera e stampante (anche se l'emulazione della matrice di punti era molto lenta)
- linguaggio di programmazione BASICODE (uno speciale dialetto del BASIC): i programmi BASICODE venivano trasmessi via radio